# SK Hanácká Slavia Kroměříž
Sportovní klub Hanácká Slavia Kroměříž w skrócie SK Hanácká Slavia Kroměříž – czeski klub piłkarski, grający w Fotbalova národní liga, mający siedzibę w mieście Kromieryż.

## Historia
Klub został założony w 1919 roku. W latach 1934–1939 grał w drugiej lidze czechosłowackiej. Z kolei w latach 1942-1944 występował w rozgrywkach Morawsko-śląskiej Dywizji, będącej wówczas drugim poziomem rozgrywkowym Protektoratu Czech i Moraw. W latach 1942–1945 ponownie grał w drugiej lidze Czechosłowacji. W sezonie 2003/2004 po raz pierwszy awansował do drugiej ligi czeskiej. Grał w niej przez dwa sezony. W sezonie 2005/2006 spadł do Moravskoslezskej fotbalovej ligi.

## Historyczne nazwy
- 1919 – SK Hanácká Slavia Kroměříž (Sportovní klub Hanácká Slavia Kroměříž)
- 1941 – fuzja z SK Hanácká Sparta Kroměříž
- 1953 – DSO Spartak Kroměříž (Dobrovolná sportovní organisace Spartak Kroměříž)
- 1958 – TJ Slavia Kroměříž (Tělovýchovná jednota Slavia Kroměříž)
- 1991 – SK Hanácká Slavia Kroměříž (Sportovní klub Hanácká Slavia Kroměříž)

## Stadion
Domowe mecze klub rozgrywa na stadionie o nazwie Stadion SK Hanácká Slavia Kroměříž, położonym w mieście Kromieryż. Stadion może pomieścić 4014 widzów.